# CONCACAF
CONCACAF (eng. The Confederation of North, Central American and Caribbean Association Football) je najviše izvršno tijelo za Sjevernu, Srednju Ameriku i Karibe. Uz to tu su i tri južnoameričke zemlje: Gvajana, Surinam i francuski departman Francuska Gvajana. CONCACAF je osnovan 1961.

## Države članice
| Sjeverna Amerika - Kanada - Meksiko - SAD Srednja Amerika - Belize - Kostarika - Salvador - Gvatemala - Honduras - Nikaragva - Panama Karibi - Angvila |  | - Antigva i Barbuda - Aruba - Bahami - Barbados - Bermuda - Britanski Djevičanski Otoci - Kajmanski Otoci - Kuba - Dominika - Dominikanska Republika - Francuska Gijana - Grenada - Gvadalupa - Gvajana - Haiti |  | - Jamajka - Martinik - Montserrat - Nizozemski Antili - Portoriko - Sveti Kristofor i Nevis - Sveta Lucija - Sveti Vincent i Grenadini - Saint-Martin - Sint Maarten - Surinam - Trinidad i Tobago - Otoci Turks i Caicos - Američki Djevičanski Otoci |

## Vanjske poveznice
- Službena stranica
- Statut CONCACAF
- Open Directory Project - CONCACAF